# Surowiczy amyloid A
Surowiczy amyloid A (SAA) – apolipoproteina związana z HDL pełniąca ważne funkcje w homeostazie cholesterolu oraz dodatnie białko ostrej fazy m.in. u ludzi. Syntetyzowana, podobnie jak większość białek ostrej fazy w wątrobie. Ekspresję genu kodującego wykazano również w tkance tłuszczowej.

## Gen kodujący i właściwości białka
Białka SAA są kodowane przez gen SAA1 położony w chromosomie 11. Dzięki alternatywnemu splicingowi powstaje wiele wersji białka z tego samego genu. Po translacji poddane zostają obróbce i są wydzielane do krwi. Samo białko jest heksamerem, ma powinowactwo do heparyny.

## Funkcja SAA jako białka ostrej fazy
W sytuacji stanu zapalnego uwalniane z zagrożonych tkanek IL-1, IL-6 i TNFα powodują aktywację hepatocytów do syntezy białek ostrej fazy. Uwolniony do krwi surowiczy amyloid A dociera do tkanek objętych stanem zapalnym i działa następująco:
- wiąże białko A bakterii Gram-ujemnych,
- ułatwia fagocytozę,
- aktywuje układ dopełniacza drogą klasyczną (podobnie jak kompleksy immunologiczne i CRP)
- działa chemotaktycznie na leukocyty
- hamuje wybuch tlenowy neutrofilów

## SAA jako alarmina sygnalizująca zagrożenie
Surowiczy amyloid A pełni także funkcję alarminy DAMP (ang. damage associated molecular patterns), która aktywuje receproty TLR2 i TLR4 (ang. Toll-like receptors) należących do kategorii receptorów rozpoznających wzorzec – PRR (ang. pattern recognition receptors). Połączenie alarmin endogennych DAMP lub egzogennych (PAMP – ang. pathogen associated molecular patterns) z PRR aktywuje komórkowy zespół białek imflamasomu. Skutkiem tego jest produkcja przez komórkę wartowniczą (makrofag tkankowy, komórka dendrytyczna, mastocyt) cytokin prozapalnych IL-1β i IL-18, i wywołanie lokalnej odporności. IL-1, IL-6 i TNFα wywołują w wątrobie syntezę białek ostrej fazy, wśród których jest m.in. surowiczy amyloid A.

## SAA jako wskaźnik stanu zapalnego
Wzrost stężenia SAA, a także jego pociętego białka AA w osoczu krwi obserwuje się w przebiegu chorób związanych z przewlekłym odczynem zapalnym:
- miażdżycy tętnic
- reumatoidalnego zapalenia stawów
- chorobie Alzheimera
- chorobie Crohna

Odkładanie złogów SAA w wyniku przewlekłych zapaleń prowadzi do skrobiawicy wtórnej.